# Tino Flores
Tino Flores (19 de Janeiro de 1947, Porto) é um músico e cantor de intervenção português. Foi um dos membros fundadores do GAC - Grupo de Acção Cultural.

## Percurso na música
Nasceu no Porto, Portugal no ano de 1947.
Em 1967 imigrou para França, numa tentativa de fugir ao serviço militar obrigatório na guerra colonial, e após o Maio de 68 fixa-se na cidade de Paris.
A sua obra musical é conhecida pelo carácter marcadamente revolucionário e de protesto, onde prevalece o discurso político direto e antifascista, com acompanhamentos simples de guitarra.
Iniciou o seu percurso na música ainda durante a juventude, mas foi em Paris que começou a tocar música de forma mais consistente, e aquando do Maio de 68 já actuava em grupos organizados de apoio a movimentos grevistas, juntamente com Luís Cília, Sérgio Godinho e José Mário Branco.
Ao contrário de outros músicos de intervenção, que conseguiram ver editados, ainda que em alguns casos de forma clandestina, os seus álbuns por certas editoras nacionais, a música de Tino Flores foi apenas editada através de edições caseiras de autor, pelo que os seus álbuns são bastante raros de se encontrar. A sua principal intenção era que a sua música servisse a luta revolucionária, sem qualquer tipo de intenção comercial nas suas edições discográficas.
O seu primeiro EP foi lançado no início da década de 70 e intitula-se Viva a revolução. Em 1972 lançou o seu segundo EP, Organizado o povo é invencível, e em 1974 editou o duplo EP O povo em armas esmagará a burguesia.
Em Maio de 1974, logo após a revolução do 25 de Abril, foi um dos membros fundadores do GAC, juntamente com José Mário Branco, Afonso Dias e Fausto. Participaram no Festival RTP da Canção em 1975, com o tema “Alerta”. A canção ficou em 5º lugar, com um total de 42 pontos.
Em 1993 publicou o álbum “Mil fogueiras”, editado pela UPAV, editora de música fundada por José Mário Branco.

## Reconhecimento
Em 2022 foi publicado o livro Tino Flores – Uma utopia bela e generosa, escrito pelo investigador Mário Correia e que contém mais de 200 páginas sobre a vida e carreia deste músico de intervenção. O livro foi apresentado em várias sessões, de norte a sul do país, tendo feito parte de várias iniciativas relativas às comemorações do 25 de Abril de 1974.

## Discografia
A solo:
- Viva a revolução (EP, s.d)
- Organizado o povo é invencível (EP, 1972)
- O povo em armas esmagará a burguesia (Duplo EP, 1973)
- Isto só vai à porrada (LP, 1979)
- Mil fogueiras (CD, UPAV, 1993)[12]

Com o GAC:
- A cantiga é uma arma (LP, Vozes na luta, 1975) co-autoria da letra da canção "A luta do jornal do Comércio"[17]